# Arrenurus laversi
Arrenurus laversi är en kvalsterart som beskrevs av Marshall 1944. Arrenurus laversi ingår i släktet Arrenurus och familjen Arrenuridae. Inga underarter finns listade i Catalogue of Life.